# ミニニ
ミニニは日本の近畿地方の広域テレビ局、讀賣テレビ放送（ytv・読売テレビ）でかつて使用していたマスコットキャラクター。2018年4月には「シノビー」、「ニン丸」に変わる形で「ウキキ」共々姿を消した。

## プロフィール
- 2007年12月1日、ウキキの弟としてデビュー。
- 性別は男・年齢は不明。
- OBP（YTVの本社所在地）に住んでいる。